# Paul Robin

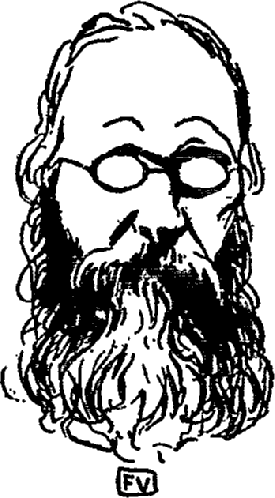
Retrat per Félix Vallotton

Paul Robin (Toló, 3 d'abril de 1837 - París, 31 d'agost de 1912) fou un pedagog anarquista francès difusor del neomalthusianisme.
Va néixer en una família catòlica de classe mitjana. Fou un estudiant brillant de matemàtiques i física a l'Escola Normal Superior de París, on esdevingué darwinista i ateu. Treballà com a professor d'ensenyament mitjà (1861 - 1865), però aviat s'enfrontà a les autoritats educatives per qüestions com l'educació popular. El 1865 marxà a Bèlgica, on participà activament en l'Associació Internacional de Treballadors (AIT), als congressos de Brussel·les, Ginebra, París i Londres, donant suport a Mikhaïl Bakunin enfront Karl Marx, per la qual cosa serà expulsat de la Internacional. Fou expulsat de Bèlgica per donar suport una vaga, raó per la qual va traslladar-se a viure a Suïssa, a França (on fou detingut el 1870) i a Anglaterra. Col·labora en el setmanari suís L'Egalité (1868 - 72) de l'AIT fins que el gener de 1870, són expulsats d'ella els partidaris de Mikhaïl Bakunin.
El 1879 tornà a [`França]+ i fou nomenat inspector d'ensenyament primari per Ferdinand Buisson, director d'ensenyament primari del ministre Jules Ferry. Robin també col·laborà al Dictionnaire de pédagogie de Ferdinand Buisson. Gràcies a Buison entre 1880 i 1894 treballa a l'Orphelinat de Cempuis (Oise), assajant algunes de les seves teories educatives com la coeducació de sexes, l'ateisme i l'internacionalisme, cosa que li va valdre una campanya virulenta contra ell i ser-ne expulsat el 1894. Els seus principis pedagògics van influir en Francesc Ferrer i Guàrdia, el creador de l'Escola Moderna.
Partidari de l'alliberament de la dona, en 1889 crea a París el que pot ser un dels primers centres de planificació familiar on s'informava i s'expedien productes anticonceptius. El 1896 la Lliga de la Regeneració Humana, d'orientació neomalthusiana. El seu president d'honor va ser Charles Drysdale, germà de George Drysdale, autor d'Elements de Ciència Social, de 1854, llibre de referència dels neomalthusians hispano-francesos, a la qual s'incorporen a partir de 1902 Sébastien Faure, Eugen Humbert, Jeanne Dubois, Luis Bulffi de Quintana i altres, publicant articles i assaigs. El 1908 es produí la ruptura entre Paul Robin i Eugen Humbert, provocant una aguda crisi en l'organització. Això va delmar les seves forces i el 1912 decidí suïcidar-se provant en si mateix els efectes d'un verí.